# Pteris macgregorii
Pteris macgregorii är en kantbräkenväxtart som beskrevs av Edwin Bingham Copeland. Pteris macgregorii ingår i släktet Pteris och familjen Pteridaceae. Inga underarter finns listade.